# Justo Ukon Takayama
Takayama Ukon (高山右近) ou Iustus Takayama Ukon ou ainda Dom Justo Ukon Takayama (4 de fevereiro de 1552 — 5 de fevereiro de 1615) foi daimiô cristão e samurai que seguiu o Cristianismo durante o período Sengoku no Japão.
Justo é o seu nome de baptismo, Takayama o seu apelido e Ukon constitui um título de cariz político. No dia 22 de janeiro de 2016, o Papa Francisco assinou o decreto que reconhece o seu martírio. E no dia 7 de fevereiro de 2017, foi beatificado, tornando-se assim, o primeiro beato samurai.

## Beatificação
O pedido de beatificação de Justo Ukon Takayama foi realizado pela Arquidiocese de Manila em 1630, tendo sido retomada por bispos japoneses em 1963. No dia 22 de janeiro de 2016 o Papa Francisco assinou um decreto que reconhece o martírio de Dom Justo Ukon Takayama, um samurai japonês do século XVI que preferiu perder seus bens e ser exilado a renunciar sua fé em Cristo. Em 07 de fevereiro de 2017, Justo Ukon Takayama, também chamado de Samurai de Cristo, foi beatificado em cerimônia realizada na arena Osaka-jō Hall, em Osaka, Japão, diante da presença de 12 mil pessoas.

## Biografia
Dom Justo era filho de Tomoteru Takayama (1531-1596), um vassalo de Hisahide Matsunaga, também conhecido como Zusho, senhor do castelo de Sawa , na província de Yamato. Tomoteru converteu-se ao Cristianismo em 1564 com o nome Dário e persuadiu toda a sua família a ser baptizada com ele.
Dom Justo nasceu a 4 de Fevereiro de 1552, em Takayama, provincia de Settsu, com o nome de Hikogorō. Foi baptizado aos 12 anos, com o nome de Justo. Alguns indicam que foi baptizado pelo padre jesuíta Gaspare de Lella, outros pelo Irmão Lourenço. Na cerimónia de maioridade mudou o seu nome para Shigetomo. E, posteriormente, devido as suas responsabilidades políticas como oficial de Ukonefu adoptará o nome de Ukon, pelo qual ficará conhecido. Dom Justo Takayama Ukon tinha uma irmã e dois irmãos.

### Guerras feudais
Dom Justo viveu numa das fases mais conturbadas e instáveis da história do Japão, conhecida como Sengoku Jidai, período dos feudos beligerantes. Era uma época de conturbadas guerras civis entre os diversos senhores feudais.
Em 1565, o senhor feudal Hisahide Matsunaga assassina o general Yoshiteru Ashikaga e começa uma guerra com Miyoshi. Nessa luta, o clã Takayama, derrotado em batalha, foge do castelo de Sawa. Pela intercessão de um amigo de Tomoteru, chamado Koremasa Wada, o clã Takayama entra ao serviço de Nobunaga Oda, em 1568.
Em 1571, o clã Wada confronta Murashige Araki, um vassalo de Katsumasa Ikeda, que servia Miyoshi. Em resposta, Murashige sitia o castelo de Tomoteru. O amigo Koremasa Wada vem em auxílio de Tomoteru, mas morre na batalha. Murashige, não obstante, vê-se incapaz de conquistar o castelo de Tomoteru e retira-se.
Korenaga, filho de Koremasa, torna-se líder do clã Wada. Todavia ele não partilha a simpatia do seu pai pelo clã Takayama. E decide conspirar contra Tomoteru. Quando chegam os rumores de tal conspiração a Tomoteru, ele decide agir primeiro, Em abril de 1573, chama Korenaga para visitar o seu castelo. Esperavam-no 15 samurais e também Ukon. Korenaga é assassinado. O clã Takayama toma posse do castelo do clã Wada em Takatsuki. É apoiado por Murashige Araki, vassalo de Nobunaga Oda.
O clã Takayama mantém-se sob a influência do clã Araki até 1578. Nesse ano Murashige Araki revolta-se contra Nobunaga. As razões para a revolta não são claras, mas consta que tudo se deve a possível intenção que Nobunaga tinha de despojar Murashige dos seus bens.
Vários castelos que formavam o perímetro em volta de Itami, eram críticos de Murashige Araki. Entre eles estavam o castelo de Ibaraki e o seu senhor Kiyohide Nakagawa, também conhecido como Sebei Nakagawa (1542-1583) e o castelo de Takatsuki e o seu senhor Dário Tomoteru Takayama.
Nobunaga vem em auxílio do seu vassalo Murashige Araki. Cerca o castelo de Takatsuki e manda chamar o Padre Gnecchi-Soldo Organtino.
Sabendo que o clã Takayama tinha devotos cristãos tenta mostrar ao jesuíta os benefícios de uma rendição e a ameaça com a destruição total da igreja no caso de insubmissão. O padre Organtino informa o jovem Ukon das ameaças de Nobunaga. O jovem Ukon, advertido pelo padre Organtino, abandona o castelo a meio da noite, encontra-se com Murashige Araki e pede-lhe perdão. O seu objectivo era de que os fiéis cristãos nos seus domínios não sofressem represálias. O seu pai Dário Tomoteru fica furioso com a sua iniciativa, mas resolve-se o problema dos reféns do clã Takayama, que serão libertos.
Nobunaga recompensa Ukon pelo seu gesto e fica imensamente impressionado com o facto de ele ter convencido Kiyohide Nakagawa a abrir os portões do castelo de Ibaraki aos seus exércitos. Deste modo, Kiyohide consegue manter, sob o domínio de Nobunaga, o castelo de Ibaraki. E também Ukon consegue conservar o castelo de Takatsuki. Ambos, nos seus domínios, destroem vários templos budistas e xintoistas, construindo igrejas em seu lugar.
Inicialmente Nobunaga, que se opunha ao poder dos monges budistas e tinha destruido o templo de Enryaku não mostrou qualquer preocupação pelas medidas de Ukon. Dom Justo Takayama Ukon permaneceria servindo Nobunaga como seu vassalo e guerreiro. Pelos seus contributos na campanha contra Mitsuhide Akechi, aos 21 anos Dom Justo torna-se o senhor do castelo de Takatsuki e recebe também o feudo de Mino. Ambos estavam dependentes do Castelo de Osaka, agora governado por Nobunaga, conselheiro-chefe, delegado plenipotenciário do Imperador (Kanpaku). Sob o patrocínio de Dom Justo Takayama Ukon o cristianismo floresce. Muitos chamam-lhe o guerreiro do Papa, porque nos seus domínios foram construídas várias igrejas e mais de 20 mil homens se converteram. Construiu uma enorme igreja em Kyoto e um seminário em Azuchi. Apoiou as confrarias da misericórdia, que apoiavam os pobres e desprotegidos.

### Daimiô
Dom Justo Takayama Ukon era não só um senhor feudal, guerreiro samurai e evangelizador (senkyoshi), mas também um homem culto. Ele foi um dos sete discípulos do mestre Sen no Rikyu (1522-29), que iniciou a conhecida cerimónia do chá (Sado).
O português Padre Luis de Frois, que o conheceu pessoalmente diz: “Justo, senhor do castelo, merece verdadeiramente este nome. Apesar de ser um poderoso senhor, um jovem homem de 28 anos e um dos distintos oficiais de Nobunaga, mostra obediência e humildade para com os padres e a Igreja. Parece mais um servo, que um senhor. Ele observa fielmente as leis de Deus, para maravilha dos infiéis”.
O mesmo missionário jesuíta conta que numa quinta-feira santa, Dom Justo se teria envolvido no deboche em Kyoto para escândalo dos fiéis. Porém, arrependido dos seus actos pecaminosos, na sexta-feira santa aparece como penitente público e ordena que distribuam arroz pelos pobres em reparação pelo escândalo provocado.
Depois da morte de Nobunaga, Dom Justo combaterá com distinção ao lado de Hideyoshi Toyotomi, recebendo o seu reconhecimento como guerreiro. Não obstante, no funeral de Nobunaga responde a Hideyoshi que não participará em rituais budistas, afirmando: “é contra a minha religião”.
Com o triunfo de Hideyoshi em Yamagazaki gera-se uma disputa entre os sucessores de Nobunaga. As tensões transformam-se numa guerra entre Hideyoshi Toyotomi e Katsuie Shibata. Em 1582 Hideyoshi envia Ukon Takayama (senhor de Takatsuki) e Kyohide Nakagawa (senhor de Ibaraki) ao norte de Omi e pede-lhes que bloqueiem os movimentos de Shibata abaixo de Echizen. Takayama fixa-se em Iwasakiyama e Nakagawa em Shizugatake. Em 1583, Katsuie envia um exército, liderado por Morimasa Sakuma. Nessa campanha, Dom Justo é forçado a abandonar as fortificações e a fugir de Shizugatake para Tagami. No cerco de Shizugatake, Kyohide Nakagawa é morto. Porém, Morimasa Sakuma não consegue tomar o castelo e acabará por ser derrotado em batalha contra Hideyoshi.
Em 1584, Dom Justo Ukon Takayama serve Toyotomi Hideyoshi na invasão da Ilha de Shikoku. Em 1585, é transferido para Akashi, na província de Harima. Como senhor de Akashi, tal como em Takatsuki, Dom Justo procura converter os seus súbditos. Dos seus 25 mil súbditos, 18 mil tornam-se cristãos. As suas actividades evangelizadoras enfurecem os monges budistas, mas não chamam a atenção de Hideyoshi.
A campanha na Ilha de Kyushu em 1587 seria uma das últimas batalhas de Dom Justo.O xogum Hideyoshi Toyotomi, na região de Yamato derrotara os monges militares budistas, com a assistência de Dom Justo Takayama Ukon. O novo governante do Japão, Hideyoshi Toyotomi, procuraria a partir de então suprimir o cristianismo.
O general Hideyoshi Toyotomi sente que o cristianismo pode se tornar numa força de oposição ao seu governo e, em 1587, ordena que todos os japoneses abandonem a fé católica. Apela também a que todos os senhores feudais renunciem ao cristianismo. Existiam mais de 86 que se teriam convertido ao catolicismo. Todos os missionários e religiosos são expulsos. Ukon recusa abjurar da sua fé e é despojado de todos os seus títulos, dos seus domínios, bens e propriedades.
A 24 de julho de 1587 Dom Justo recebe uma mensagem de Hideyoshi pedindo que ele abandone a fé católica. Se não o fizer perderá os feudos que lhe foram concedidos. Dom Justo Takayama Ukon responde-lhe que embora seja seu vassalo, se sente preparado para abdicar das suas riquezas, poder e títulos para seguir um grande senhor, Jesus Cristo.
Hideyoshi reconsidera. Diz-lhe que perderá os feudos, mas que ficará ao serviço de Narimasa Sassa, senhor (damyo) de Higo, em Kyushu. Em alternativa pode ser exilado para a China com os missionários jesuítas, se desejar. Takayama diz que prefere ser exilado. Dom Justo Takayama Ukon retira-se então para Hyuga, onde será acolhido pelo seu amigo Agostinho Yukinaga Konishi, um poderoso senhor feudal cristão.
Em 1588 depois de se refugiar entre amigos em Kyushu é enganado por Hideyoshi para um encontro em Kyoto e entregue aos cuidados de Toshiie Maeda, senhor de Kanazawa. Hideyoshi espalha o rumor de que Ukon estaria a ser reabilitado. Depois de dois anos combatendo ao lado de Toshiie Maeda em Kanto, Hideyoshi convida-o para uma cerimónia do chá em Kyoto. Mantém-se tudo igual. Permanecerá, sem títulos ou feudos, em Kanazawa.
Em fevereiro de 1614, já sob o governo de Ieyasu Tokugawa, é lhe negado o martírio cruento e condenado ao exílio nas Filipinas. Depois de uma viagem de 150 dias em pleno inverno de Kanazawa a Nagasaki, a 8 de Novembro de 1614, embarca, com 300 cristãos, em direcção a Manila. A sua esposa e filha acompanham-no.

## Martírio
Chega as Filipinas a 21 de dezembro, onde é acolhido entusiasticamente pelos missionários jesuítas e crentes filipinos. Mas devido à sua idade avançada e ao esforço da viagem faleceria um mês depois. Os colonizadores espanhóis ainda lhe apresentam a proposta de um ataque ao Japão para proteger os cristãos, oferta que ele recusa liminarmente. Na Igreja Católica considera-se a morte de Dom Justo Takayama Ukon como martírio incruento ou martírio branco. À semelhança de Jesus escolhe o caminho do rebaixamento ou humilhação, ele que era rico torna-se pobre.
Ukon foi retratado recentemente como personagem secundária na telenovela nipónica da NHK, Gunshi Kanbei, em 2014. No enredo é apresentado como um senhor feudal que teve de fazer coisas desagradáveis para proteger o seu clã e a sua familia. Graças a ele Kanbei Kuroda converte-se ao catolicismo. Quando os generais Hideyoshi e, depois, Ieyasu forçam os cristãos a abjurar da sua fé, Ukon permanece firme. Ele prefere perder os seus domínios e ser exilado a abdicar do catolicismo.
O actual Bispo de Kyoto, Yoshinao Otsuka, diz a próposito de Dom Justo: "Ukon, sempre que foi chamado a uma escolha, colocou a sua fé à frente das suas ambições de sucesso e fortuna".

## Documentário
Em 17 de Abril de 2016 foi lançado um documentário sobre a vida de Justo Ukon Takayama. O documentário foi produzido pela produtora italiana Aurora Vision, em colaboração com a Trentino Film Commission e com a Companhia de Jesus italiana.